# Bill Bland
Pour les articles homonymes, voir Bland.
William « Barbosa » Bland (dit Bill Bland) né le 28 avril 1916 à Ashton-under-Lyne et mort le 13 mars 2001, est un militant marxiste-léniniste et opticien britannique. Il est un fidèle partisan de l'hoxhaïsme, courant anti-révisionniste du marxisme-léninisme. Il écrit plusieurs livres théoriques sur le révisionnisme.

## Jeunesse
Bland est né à Ashton-under-Lyne, dans le Lancashire, il fréquente la Manchester Grammar School. Son père est directeur d'une imprimerie, mais perd son emploi pendant la crise économique de 1929-1939 connue sous le nom de Grande Dépression, et Bland doit quitter l'école pour trouver du travail à 15 ans. Après une visite en Union soviétique en 1937, Bland émigre en Nouvelle-Zélande en 1938-1939. Il retourne en Angleterre en 1950.

## Débuts en politique
Avant de devenir une figure de proue du mouvement antirévisionniste britannique, Bland est membre du Parti communiste de Nouvelle-Zélande et du Parti communiste de Grande-Bretagne. Bland considère Mao Zedong comme un révisionniste tout en maintenant que Hoxha est un véritable marxiste-léniniste dans la tradition de Karl Marx, Lénine et Joseph Staline. La ligne de Bland sur Mao est problématique puisque Hoxha et Mao sont des alliés stratégiques à cette époque. La position de Bland est renforcée après la scission sino-albanaise et il forme la Ligue communiste de Grande-Bretagne.

## Travaux
Bland est le co-auteur de A Tangled Web: A History Of Anglo-American Relations with Albania (1912-1955). Bland écrit également un certain nombre de travaux théoriques ainsi que des pièces de théâtre, en plus d'avoir réalisé deux films et produit un ballet.

## Travaux théoriques
W. B. Bland, La restauration du capitalisme en Union soviétique (Restauration of capitalism in the Soviet Union), 1980, 2025
W. B. Bland, Le parti des travailleurs de Corée et le révisionnisme (The Workers’ Party of Korea and Revisionism), 1995
W. B. Bland, Staline, le mythe et la réalité (Stalin : The Myth and The reality), 1999